# Vanessa Riche
Vanessa Riche Lopes (Rio de Janeiro, 14 de junho de 1972) é uma jornalista e publicitária brasileira.

## Biografia
Com pouco mais de 21 anos, ingressou na profissão de radialista. Após curto estágio na Rádio Universidade da Faculdade Estácio de Sá, tornou-se locutora da instituição, permanecendo por um ano na emissora. Da Estácio de Sá, migrou para a Rádio Cidade e depois para a Rádio Jovem Pan.
A  partir de 1999, na Globo News, trabalhou como repórter, apresentadora de telejornais e do programa de variedades Via Brasil. A partir de um interesse próprio pelo esporte, transferiu-se para o SporTV em 2004. Integrada à equipe do canal pelo experiente jornalista Armando Nogueira, assumiu o diário esportivo de final de noite SporTV News em 2005. Após anos de sucesso com o telejornal, em 2010, passou a apresentar também o programa Tá na Área, em companhia do apresentador Lucas Gutierrez. A partir de junho de 2017, passou a atuar também na Rádio Globo como apresentadora do programa Convocadas juntamente com a jornalista Fernanda Gentil. Em 2019, passou a apresentar o programa No Ar. Em 2021, deixou a emissora.
Dentre os principais trabalhos da jornalista, estão a cobertura dos grandes eventos esportivos mundiais em esporte a partir do ano 2000 - Jogos Pan-Americanos (dentre eles, o Pan do Brasil), Jogos Olímpicos e Copas do Mundo, em que se destacou como a primeira mulher a narrar eventos esportivos em emissoras da Rede Globo. Além disso, a sua narração do trágico sequestro do ônibus 174 no Rio de Janeiro foi destaque mundial na CNN. Este trabalho foi considerado uma das grandes reportagens jornalísticas brasileiras em publicações sobre jornalismo.
| “ | ... Na minha cabeça, parecia um filme que ia ter final feliz. Só percebi o perigo quando ele deu o tiro! Nisso, a bateria do meu celular acabou. Virei para trás e pedi um celular emprestado para avisar à chefia... | ” |

Em 17 de outubro de 2017, Vanessa deixou o SporTV, junto com outros profissionais da área esportiva. Após quatro meses de afastamento da TV, é anunciada a sua volta no canal Fox Sports para coordenar a escolha de vozes femininas para narradoras de futebol na Copa do Mundo de 2018. O sucesso do evento leva ao seu retorno como apresentadora de TV no programa semanal Comenta Quem Sabe, lançando um espaço de comunicação para mulheres no esporte que se mantém até hoje.
Fora da TV, Vanessa voltou a atuar por emissoras de rádio. Na Globo, de 2017 a 2021, atuou em diversos programas da grade de programação nacional. Além disso, tem atuado como mestre de cerimônias e instrutora em palestras e workshops de telejornalismo esportivo, voltados especialmente à preparação de novos talentos e a estudantes de jornalismo.

## Filmografia
| Ano     | Nome              | Função        | Emissora   |
| ------- | ----------------- | ------------- | ---------- |
| 1999-04 | Em Cima da Hora   | Repórter      | GloboNews  |
| 1999-04 | Via Brasil        | Repórter      | GloboNews  |
| 2005-10 | SporTV News       | Apresentadora | SporTV     |
| 2010-13 | Tá na Área        | Apresentadora | SporTV     |
| 2018-19 | Comenta Quem Sabe | Apresentadora | Fox Sports |